# Fabryka Adolfa Fiedlera w Opatówku
Fabryka Adolfa Fiedlera w Opatówku – fabryka w Opatówku, klasycystyczna, wzniesiona w latach 1824–1826 według projektu Wojciecha Langego dla Adolfa Fiedlera, jedna z największych fabryk kalisko-mazowieckiego okręgu przemysłowego; wpisana do rejestru zabytków w 1964, od 1981 mieści Muzeum Historii Przemysłu w Opatówku.

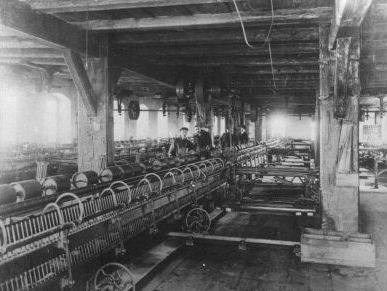
wnętrze fabryki w XIX w.